# Brova
Brova (Брова) è un centro abitato della Bosnia ed Erzegovina, compreso nel comune di Trebigne.